# Mraclin
Mraclin är en ort i Kroatien.   Den ligger i länet Zagrebs län, i den centrala delen av landet, 19 km sydost om huvudstaden Zagreb. Mraclin ligger 104 meter över havet och antalet invånare är 1 111.
Terrängen runt Mraclin är platt. Runt Mraclin är det ganska glesbefolkat, med 48 invånare per kvadratkilometer. Närmaste större samhälle är Zagreb - Centar, 18,7 km nordväst om Mraclin. Trakten runt Mraclin består till största delen av jordbruksmark.